# デンバー動物園
デンバー動物園 (デンバーどうぶつえん、英語: Denver Zoo) は、アメリカ合衆国コロラド州デンバーの動物園。1896年に開園。デンバー市郡が所有し、運営費の一部が科学・文化施設特区として州税でまかなわれている。2005年にはデンバー都市圏で最も人気のある有料観光施設となった。
デンバー動物園は1頭のアメリカグマの孤児を寄贈されたことから始まった。その際、鉄格子を廃したベアー・マウンテンを建設し、アメリカ合衆国で初めて自然に近い展示方法を採用した動物園となった。
同様のコンセプトで、霊長類には巨大な金網テントと開放区域プライメイト・パノラマ (Primate Panorama) を、肉食動物には環境エンリッチメントとして区切られた3区画を順番に共有させ互いの匂いを認識させる展示、プレデター・リッジ (Predator Ridge) を、2012年6月1日には5区画を様々な種類の動物が交代で使用するトヨタ・エレファント・パッセージ (Toyota Elephant Passage) を建設し、動物園は拡大していった。デンバー動物園はアメリカ動物園水族館協会 (Association of Zoos and Aquariums、AZA) の認定を受けており、世界動物園水族館協会 (World Association of Zoos and Aquariums、WAZA) のメンバーでもある。2009年にISO 14001を取得した。

## 歴史

### 初期
デンバー動物園は、1896年に1頭の子グマために創設された。この子グマは、親を失ったアメリカグマで、デンバー市長 (1895年 - 1899年在任) トーマス・S・マクマーリーに贈られ、当時の人気政治家ウィリアム・ジェニングス・ブライアンから名を取り、ビリー・ブライアンの愛称で呼ばれていた。マクマーリーに子グマの飼育を託されたシティーパークの管理人アレクサンダー・J・グラハムは動物園を作ることとなった。初期のデンバー動物園には子グマの他に、野生の水鳥、プレーリードッグ、アンテロープとキンケイが飼育されていた。
1905年にキタリスの一群が導入されると急速に個体数を増やし、水鳥の生育に多大な影響を及ぼすようになった。キタリスを射殺して数を減らすことが計画されたが、市民の反対により実行されなかった。代わりに可能な限りのリスが捕獲されデンバーの山林公園に移送された

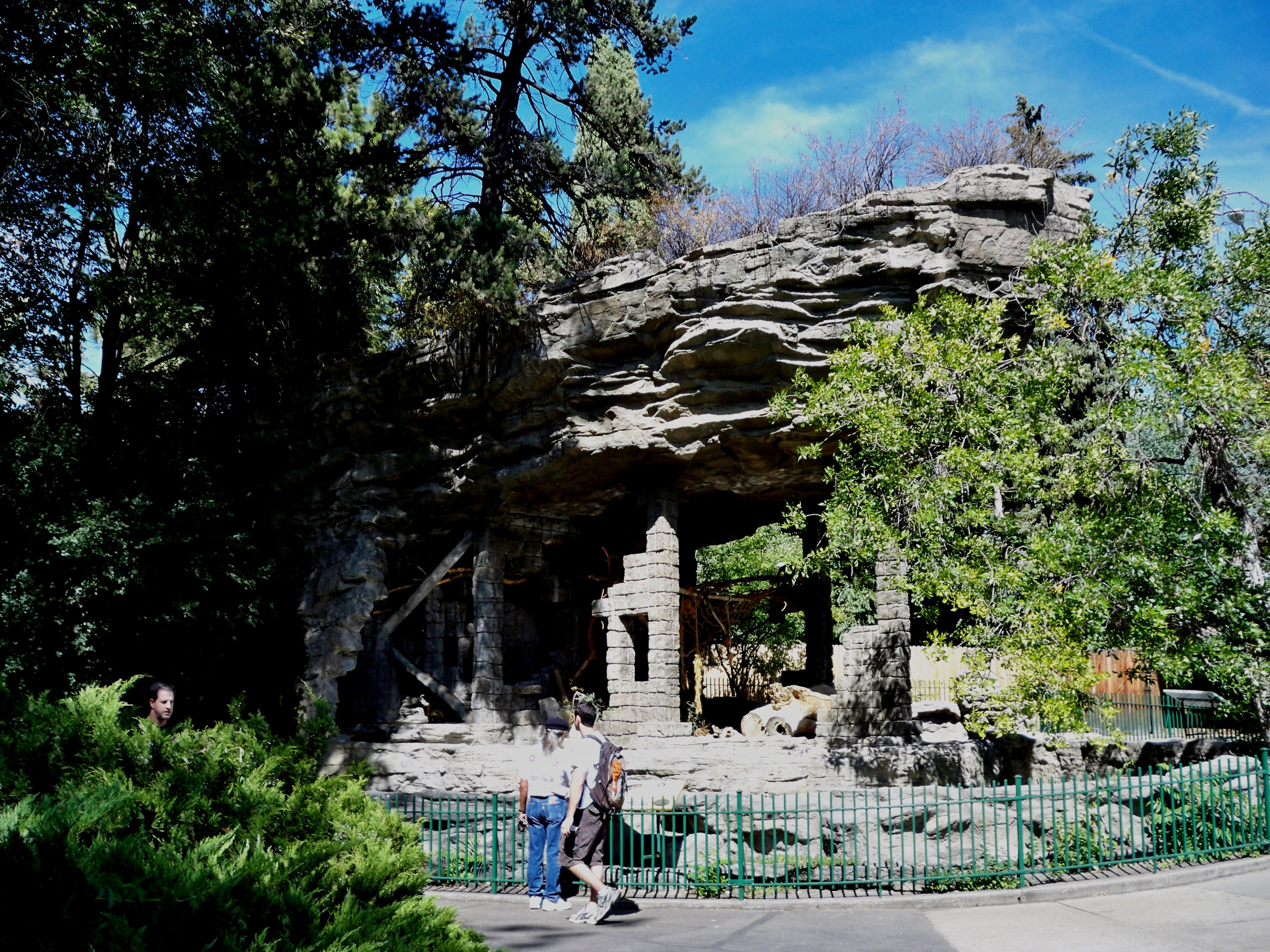
ベアー・マウンテンの南端部分。当初サルのために用意されたが、現在はハナグマが飼育されている。

### 1900年代中期
開園よりしばらく雑多な見世物用の動物を展示していたが、1906年に市長ロバート・W・スピールは「鉄格子を廃してコンクリートの岩や滝と、木を使う」と決定し、市の造園設計士サッコ・R・デボアに改造アイデアを図面にさせ、ビクター・H・ボーチャードを動物園の責任者に任命した。

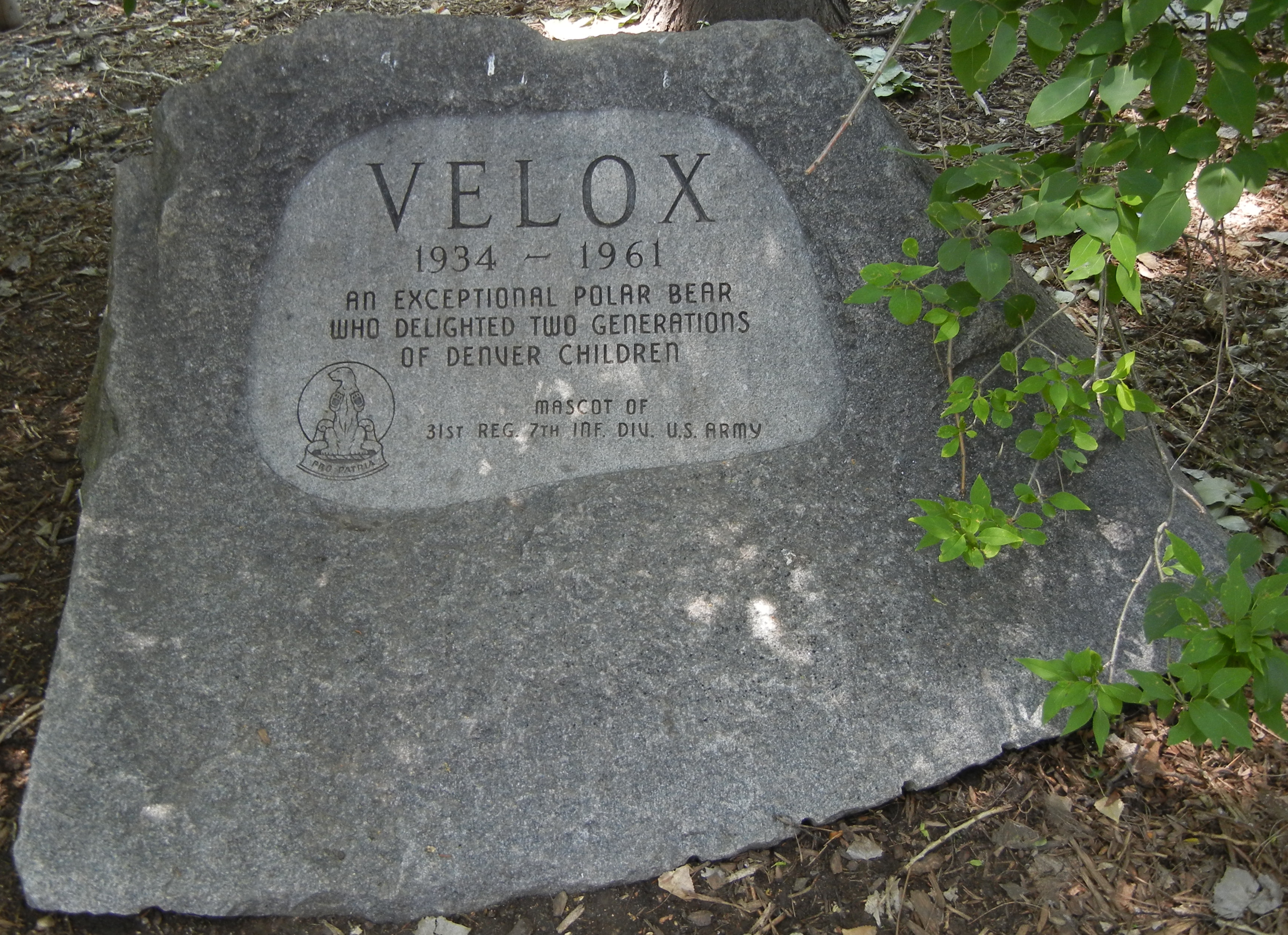
Veloxの記念碑

ボーチャードはベアー・マウンテン (Bear Mountain) をデザインし、5万ドルをかけて高さ13メートル、長さ56メートルの展示が1918年に完成した。ベアー・マウンテンはコロラド州モリソン郊外のダイナソー・マウンテンの形、色、質感を再現しており、鉄格子の代わりに、見えないように配置された堀と、自然の植物、蒸気の吹き出しで自然な外観を演出した。主な2つの展示では、当初はホッキョクグマとグリズリーを飼育していた。南端部分はメサ・ヴェルデ国立公園に似せてデザインされ、サルが飼育されていたが、逃げ出す問題が起こったため、代わってアシカ用に使われた。1941年から1961年の間はベロックス (Velox) という名のメスのホッキョクグマが飼育されており、1952年には第31歩兵連隊のマスコットに採用された。
ベロックスは1961年に死亡したが、記念碑は今も園内に残っている。デンバーのベアー・マウンテンはアメリカの動物園の中で最も初期に作られたものの一つであり、この展示を見たセントルイス動物園はボーチャードを採用した。
同じ地域の他の動物園は、多額のニューディール基金を投じて施設を改善したが、デンバー動物園が1918年から1950年の期間に新たに加えた大きな設備はモンキー・アイランド (Monkey Island) のみだった。モンキー・アイランドは1937年にWPAの基金を使って建てられた。当時の市長ベンジャミン・F・ステイプルトンは動物園に少ない予算しか与えておらず、1947年にクィッグ・ニュートンが市長になった時、維持管理が行き届いていなかった設備の状態は良くなかった。ニュートン市長は、動物園のデザインに40年の経験を持つデボアを採用し、園の再生を計画した。1950年のモンキー・アイランドの全面改修を始めとして、着実に展示の追加と改善が行われていった。
デンバー動物園基金が1950年に創設され、同年園にとっての初めてゾウとなるクッキー (Cookie) を迎えた。子供動物園が1951年にオープン、1957年には敷地周囲に境界フェンスが設置された。1959年に敷地内への自動車の乗り入れが完全に禁止された。同年、厚皮動物のための居住区パキダーム・ハビット (Pachyderm Habitat) がオープンし、2頭目のゾウ、キャンディーが加わった。さらに、1964年にネコ科のためのフェリーン・ハウス (Feline House)、1966年にキリンのためのジラフ・ハウス (Giraffe House)、1969年に動物病院、1975年にバード・ワールド (Bird World)、1979年にオオツノヒツジのためのマウンテン・シープ・ハウス (Mountain Sheep habitat)、1987年に寒帯の動物 (ホッキョクグマ、カワウソ、アシカなどの鰭脚類) のための施設、ノーザン・ショアーズ (Northern Shores)、オオカミの居住区ウルフ・パック・ウッズ (Wolf Pack Woods) をそれぞれ開設した。
1972年の海洋哺乳類保護法によりホッキョクグマとアシカをベアー･マウンテン施設内で飼育することができなくなった。この法律と設備の老朽化を理由に、1987年からベアー･マウンテンの改修が25万ドルかけて行われ、1989年に再オープンした際には、グリズリーとツキノワグマが北の2区画を使用し、南端部をハナグマが使用することとなった。

### 1990年代から現在
1993年、1,150万ドルかけた熱帯動物展示トロピカル・ディスカバリー (Tropical Discovery) がオープンした。デンバーのアンダーソン・メイソン・デイル社 (Anderson Mason Dale) が設計した、ピラミッド型の屋根を持つこの屋内熱帯庭園は、水族館と爬虫類、両生類展示を兼ねており、この展示の開設により同動物園の飼育動物の種類と数は倍になった。トロピカル・ディスカバリーで公開された動物の90パーセントがこれまでデンバー動物園で展示されたことがない動物であった。加えて250種以上の植物が同施設で展示された。
1994年11月6日、2頭のホッキョクグマ、クロンダイク (Klondike) とスノー (Snow)、が生まれた。しかし初産のためか母ユールー (Ulu) が育児を放棄したので、飼育員が2頭を育て、やがて動物園の人気展示となった。その後2頭はフロリダ州オーランドのシーワールドに移された。2012年にスノーはさらにフロリダからアリゾナ州ツーソンのレイド公園動物園に移されたが同年9月2日に突然死んだ。クロンダイクは2013年9月13日にシーワールドにて死んだ。このクマたちの話を記念して、デンバー動物園のホッキョクグマを観察するエリアの反対側に銅像が立てられている。
2007年2月24日、ジャガーが飼育設備の中で飼育係のアシュリー・パフ (Ashlee Pfaff) さんを襲った。ジャガーは緊急対応班により射殺され、パフさんは搬送先の病院で亡くなった。デンバー動物園では、飼育係が直接大型の猫科動物に触れることを禁止する規則があったことから、動物園側は、この事故はパフさんの人為的ミスが原因であったと結論づけた。
2009年、デンバー動物園はアメリカ合衆国の動物園として初めて ISO 14001 の認定を受けた。同年シティーパークの植物園が建て替えられ、デンバー動物園専用の区画が与えられた。
2010年、動物園はダックレイクの堆積汚泥を除き水質を改善するためにデンバー市と協力してを排水を行った。ダックレイクはシティーパークの一部であり、動物園の敷地外だが、合衆国有数のゴイサギとユキコサギの生息地である。動物園の熱帯アジアプロジェクトの一環として湖岸に沿った自然観察路が整備された。
2012年、5,000万ドルの建設費をかけたトヨタ・エレファント・パッセージ (Toyota Elephant passage) がオープンした。この展示は、当初熱帯アジア展示計画として2006年に発表され、2009年6月に建設業者の入札が行われた。2009年12月2日にキーウィット社 (Kiewit Building Group) が着工し、2012年6月1日に一般公開となった。

Map of Denver Zoo

## 展示
デンバー動物園では、蹄を持つ哺乳類、肉食哺乳類、霊長類、厚皮類、鳥類、爬虫類、魚類を含む世界中の動物を飼育している。見学路は大きなループになっており、ループの両側に動物の展示が配置されている。2010年現在の展示は以下の通り。

### クマ
1918年にオープンしたベアー・マウンテン (Bear Mountain) は、北アメリカにおける初期の自然型展示の一つであり、コンクリートで岩を模した最初の展示例でもある。1987年から89年にかけて25万ドルをかけて改修を行い、グリズリー、ツキノワグマ、ハナグマを飼育している。

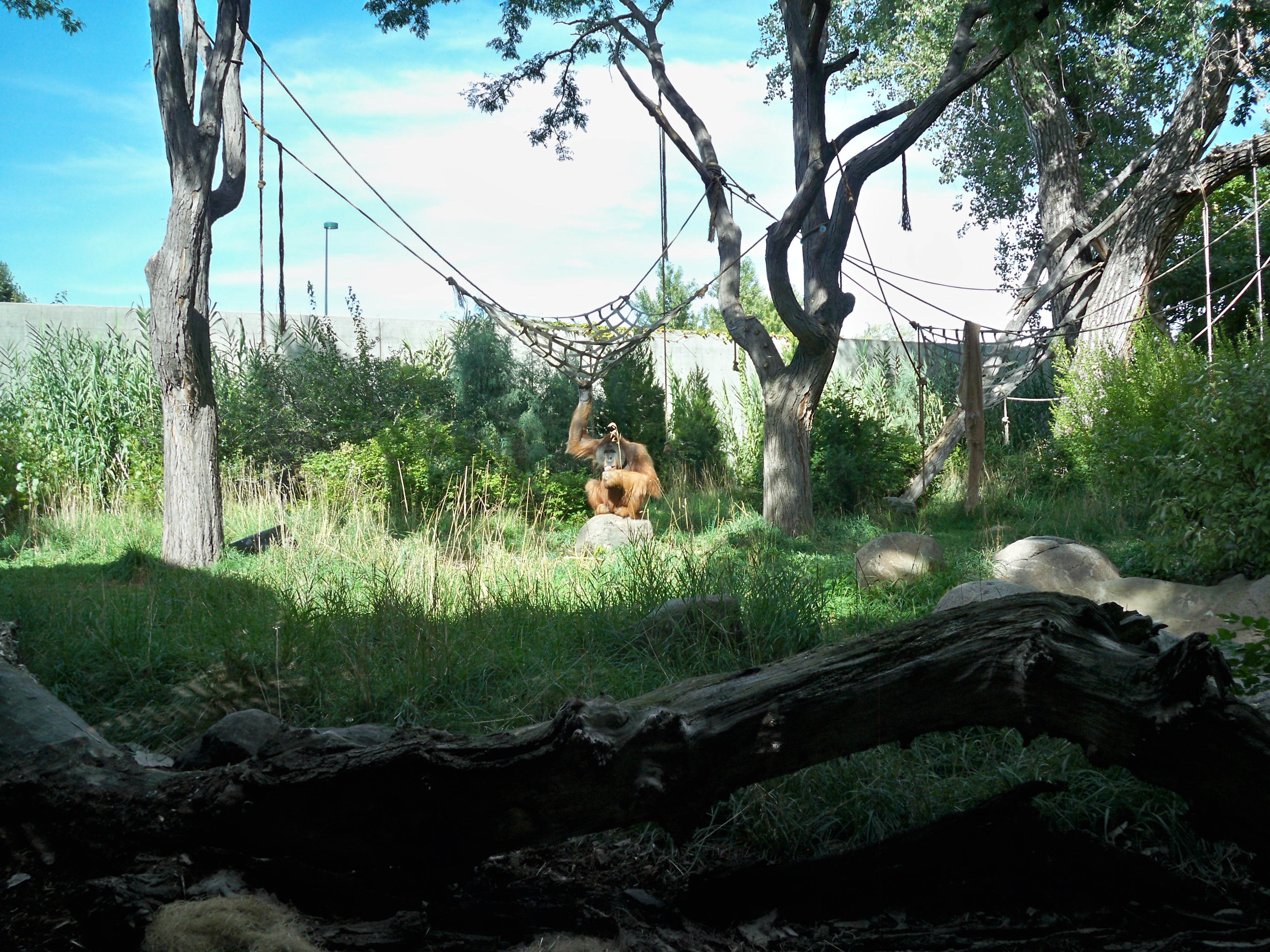
Primate Panorama has plenty of room for its Orangutans

### 霊長類
プライメイト・パノラマ (Primate Panorama) は2.8ヘクタールの面積を持ち、ヒト上科及びその他の大型サル目を飼育している。樹上生活をするサルは、4階建ての高さ、合計4,000平方メートルの広さを有する開放型のワイヤーメッシュテント群に飼育されている。サルはテント内のつる植物を登り降りして遊ぶことができる。ゴリラは、ロープ登りをしたりハンモックで昼寝をしたり、世界有数の大きさの飼育環境の中を自由に歩き回っている。オランウータンは専用の屋外施設飼育されており、木登りやハンモック遊びができるようになっている。
ジュエルズ・オブ・ザ・エメラルド・フォレスト (Jewels of the Emerald Forest) パビリオンは、マダガスカル、南米の林床と林冠、夜の霊長類をそれぞれテーマとしたジオラマの中を通り抜ける曲がりくねった歩道を特徴としている。
シャンバ (Shamba) ではカワイノシシを飼育しており、中央西アフリカの村を模したジオラマが眺められる。
モンキー・アイランド (Monkey Island) は、当時の公共事業促進局から資金を得て1937年に建てられ、1950年に改修された。堀でかこまれた島では、夏にはペリカンなどの水鳥も飼育する。堀の水は冬場は抜かれ、サルはモンキー・ハウス (Monkey House) へ移される。
モンキー・ハウスは、最初の霊長類の展示施設で、モンキー・アイランドに対面して立っており、夏はモンキー・アイランドで解放されている数種類のサルの冬季飼育施設になっている。

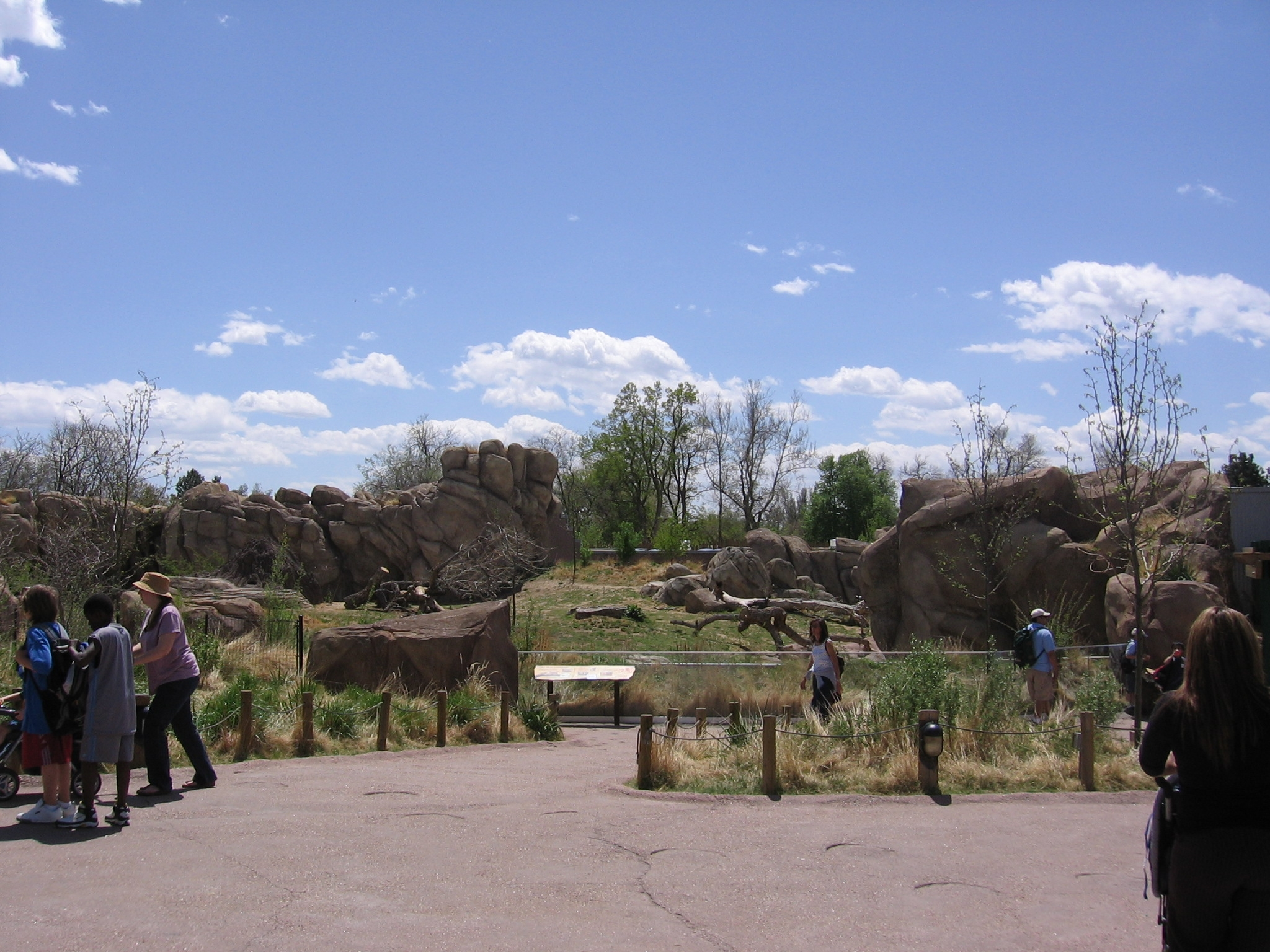
プレデター・リッジはアフリカのサバンナを表現している

### ネコ科
プレデター・リッジ (Predator Ridge) はアフリカのサバンナを紹介する大きな展示である。この地区では、異なる複数のアフリカの捕食動物 (ライオン、ハイエナ、リカオン) を飼育しているが、動物たちに環境エンリッチメントを与えるため、展示区画を順番に移動させ互いに匂いを認識することができる構造になっている。
フィーライン・ハウス (Feline House) は1964年に作られた2つの建物から構成されており、内部は3個の大きな屋外展示と6個の小さな屋外展示が屋内展示の部屋でつながれた形となっている。動物たちは悪天候時には屋内で保護され、天候が良い時は屋外展示に出られるようになっている。大きな屋外展示ではシマハイエナ、タテガミオオカミ、トラが飼育されている。他にはユキヒョウ (2008年に3頭が生まれた)、コビトマングース、アムールヒョウ、サーバル、ミーアキャット、ジャガー、フォッサなどが展示されている。チーターは厚皮類の展示の向かい側にある独自の大きな囲いの中で飼育されている。

### 厚皮類
厚皮類のエリアにはサイとカバが飼育されている。ゾウとマレーバクは2012年6月のトヨタ・エレファント・パッセージ (Toyota Elephant passage) の公開前に同施設へ移された。

### 有蹄類
北東の角にあるシープ・マウンテン (Sheep Mountain) で飼育されている動物以外の有蹄類のほとんどは動物園の中央部で飼育されている。グレビーシマウマ、アミメキリン、フタコブラクダ、ヒトコブラクダ、ミシュミターキン、オカピ、複数種類のレイヨウとシカ、ドールシープ、ビッグホーン、アフリカスイギュウ (入場口から反時計回りの順) がデンバー動物園で飼育されている。
ジラフ・ハウス (Giraffe House) はキリンを飼育するために1966年に屋外展示と共に創設された。
マウンテン・シープ・ハビタット (Mountain Sheep habitat) は1979年に開設された。ドールシープとビッグホーンが2つの自然を模した山で飼育されている。

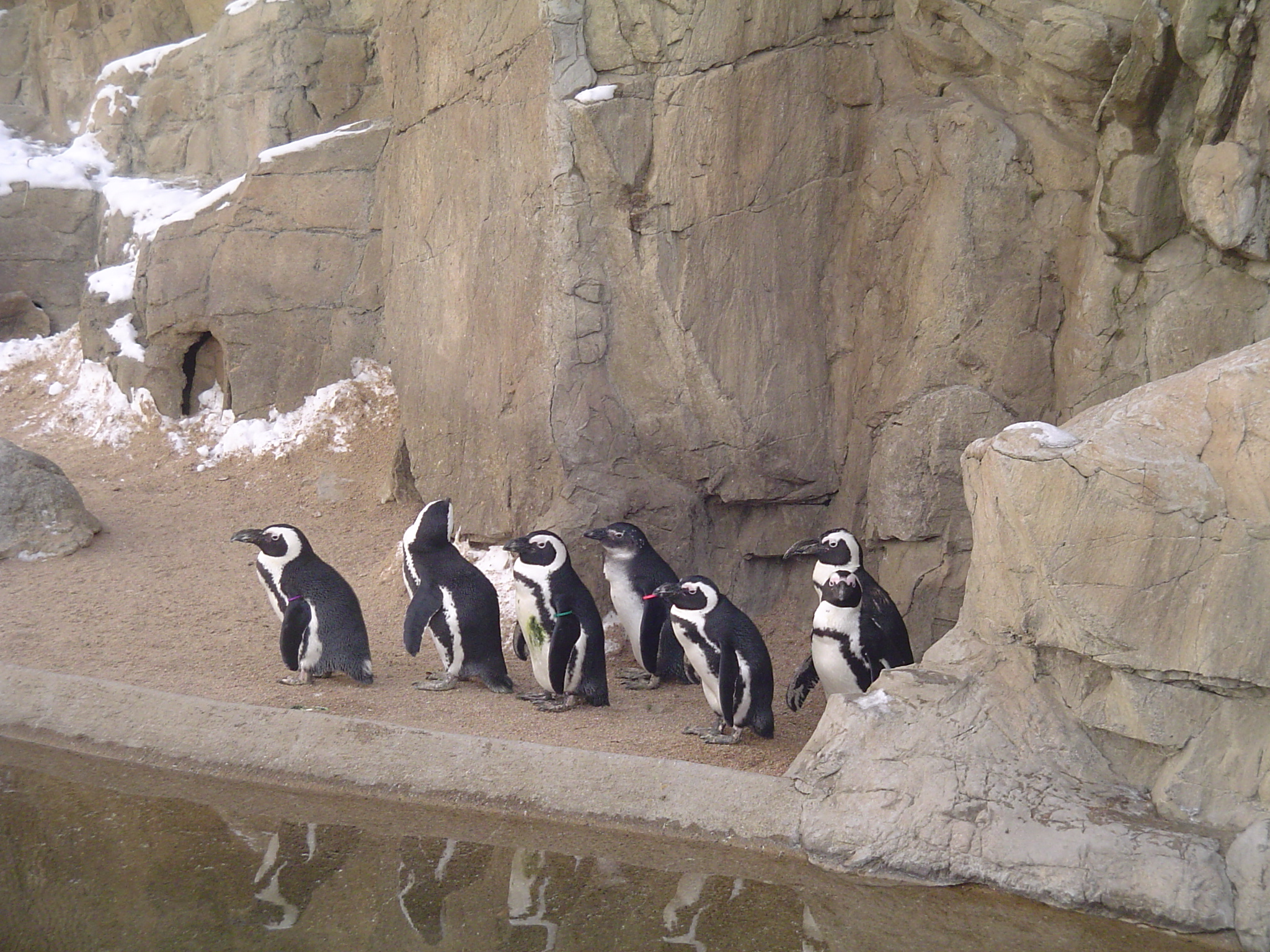
Penguin outside the entrance to Bird World. Daily feeding shows help educate the public about the shy birds.

### 鳥類
多くの希少種と絶滅危惧種を含む、200種類近くの鳥類がプライメイト・パノラマの中と隣の鳥類用施設で展示されている。
バード・ワールド (Bird World) は1975年に公開された。来場者に開放された大きな施設の中に外来の鳥 (及びフタツユビナマケモノ) が展示されている。それぞれの区域は自然の生育環境を特徴としており、熱帯と水辺の生態系が再現されている。3つの主な展示内には柵がなく、鳥は来場者の間を自由に飛び回れるようになっている。バード・ワールドの台所を覗ける窓からは、鳥の餌を来場者が直接見ることができる。バード・ワールド施設に直接隣接している5つの屋外展示では、ケープペンギン、ウミワシ、ハゲワシ、エジプトハゲワシ、ワシミミズク、ヒクイドリを飼育している。最初に作られた鳥類展示施設ではハクトウワシとコンドルが飼育されており、また現在はフラミンゴとショウジョウトキの越冬場所として使われている。
2006年、バード・ワールドとプライメイト・パノラマの間にロリキート・アドベンチャーズ (Lorikeet Adventures)、ネイチャー・トレイル (Nurture Trail)、バード・プロテクション・センター (Bird Propagation Center) がオープンした。ロリキート・アドベンチャーズは大きな開放型テントであり、来場者はテント内でヒインコを観察したり餌を与えたりできる。ネイチャー・トレイルはタンチョウの区画とヘビクイワシの区画をつなぐ短い観察路である。ネイチャー・トレイルはバード・プロテクション・センターの2つの屋外続いている。この施設ではあらゆる鳥類の繁殖と生育を行うことができる。
プライメイト・パノラマの中にあるフォレスト・エイビアリは700平方メートルの敷地を贅沢に使った設計で、ほとんど見えないワイヤーメッシュで覆われている。来場者は施設内を歩きながら、コクチョウ、クロエリハクチョウ、ショウジョウトキ (冬季はフラミンゴと一緒に飼育されている)、オシドリ、ハワイガン、カンムリオオツリスドリを観察することができる。その他クジャクが園内外と駐車場付近を歩きまわっている。

### 寒帯の動物
1987年に開設したノーザン・ショアーズ (Northern shores) は、ホッキョクグマ、カナダカワウソ、カリフォルニアアシカ、ゼニガタアザラシを展示している。有名なホッキョクグマの子グマ、クロンダイクとスノーが飼育されていた。ホッキョクグマとアシカの展示には水中を観察する窓がある。

### オオカミ
ウルフ・パック・ウッズ (Wolf Pack Woods) は開放的な「森」の施設で、ハイイロオオカミが飼育されている。

### 熱帯の動物
トロピカル・ディスカバリー (Tropical Discovery) は1993年にオープンした建物で、多数の水槽があり、熱帯の哺乳類、両生類、爬虫類を展示している。代表的な展示は、マメジカ、ナミチスイコウモリ、コブラとクサリヘビ、ヤドクガエル、ピラルクー、カピバラ、クロホエザル、シャムワニ、コモドオオトカゲなど。

### ゾウ

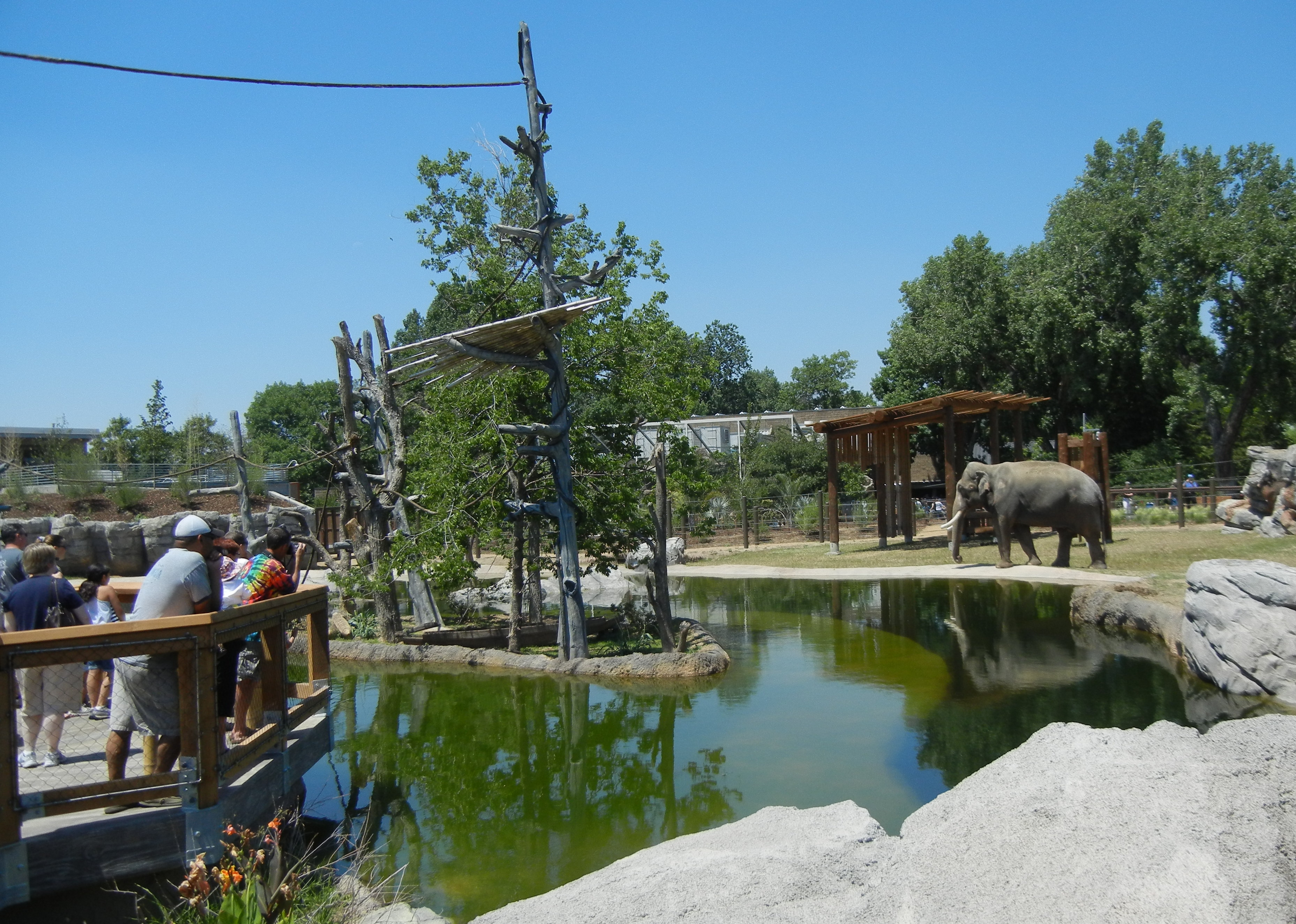
テナガザルの島

トヨタ・エレファント・パッセージ (Toyota Elephant Passage) は5千万ドルをかけて建設された4ヘクタールの展示。12頭飼育できる設備 (そのうち8頭はオス用) は、オープニング時点において世界最多のオスゾウを飼育可能な施設であった。アジアゾウの他、インドサイ、マレーバク、ウンピョウを飼育しており、プレデター・リッジと同様の方法で展示区画を順番に移動させている。動物のための遊歩道は3キロメートル以上あり、プールの水量は合計420万リットルに達する。テナガザルは来場者の頭上を綱渡りして島の間を移動する。小型の種のために屋内展示設備がある。また、将来北アメリカ地域で飼育されているインドサイとアジアゾウのための繁殖施設を予定している
。オープン時、2頭のメスゾウ (ミミ、ドリー) と2頭のオスゾウ (ボーディ、グルーチョ) が飼育されていた。
この展示は、動物園から出る様々な動物の排出物と人間が出すごみを可燃性のガスに転換する、バイオマスガス化システムからエネルギーを得ている。ガス化装置によって、埋め立てに出される廃棄物を90パーセント (約680トン) 削減するとともにエネルギー消費を軽減しており、米国グリーンビルディン グ協会からLEEDプ ラ チナ認定を受けている。

## その他の施設

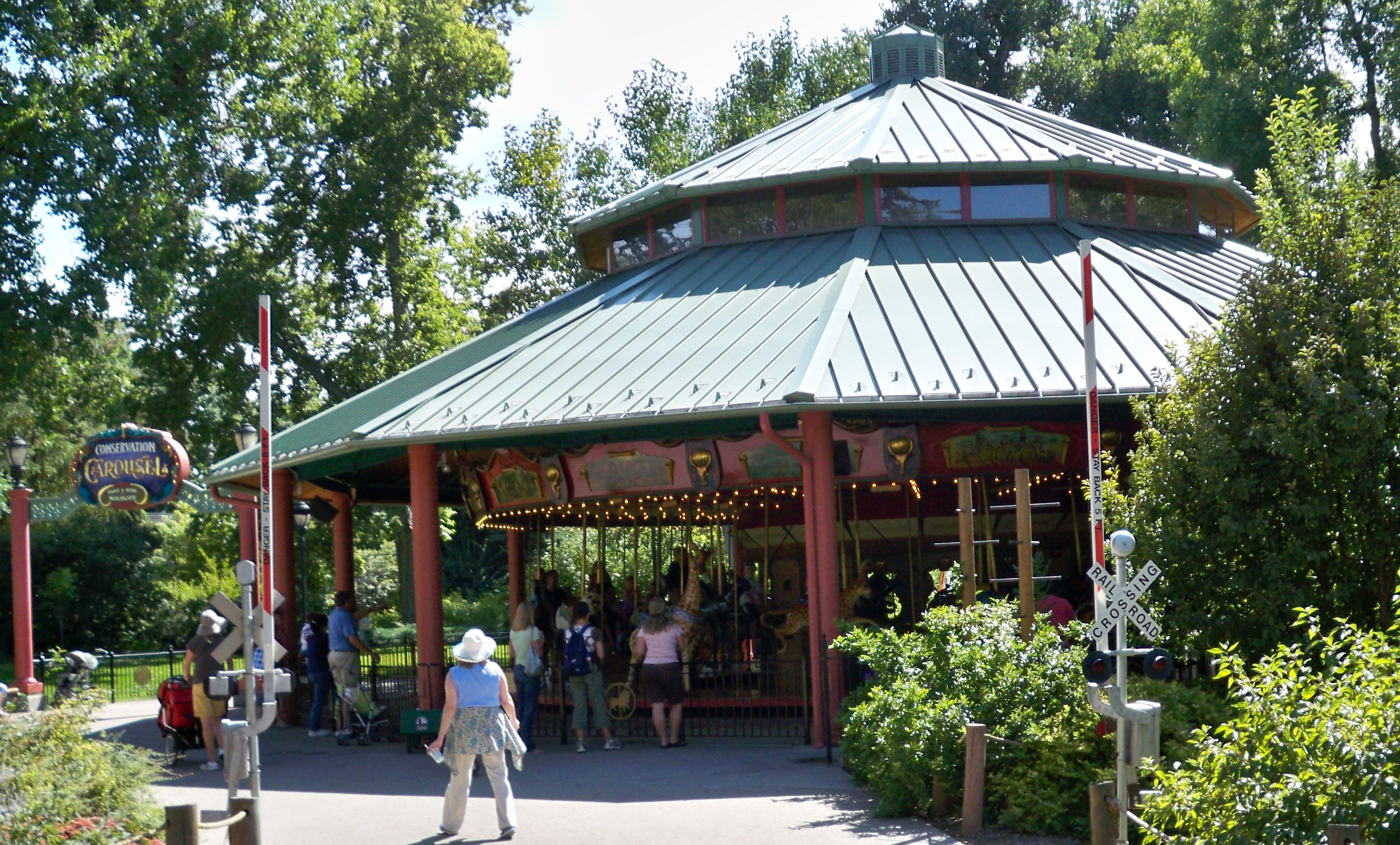
エンデンジャード・スピーシーズ・カルーセル

エンデンジャード・スピーシーズ・カルーセル (Endangered Species Carousel) はデンバー動物園で人気の絶滅危惧種 (ホッキョクグマの親子、キリン、オカピ、ゴリラの赤ちゃんなど) を木から手作りした乗り物にしたメリーゴーランドである。
パイオニア・トレイン (Pioneer Train) は樹齢百年の木の下、茂みの中を通り抜け、メリーゴーランドの敷地を周る、開拓時代の機関車を模した乗り物である。来場者は、プライメイト・パノラマ展示の外側で飼育されているアメリカとチリのフラミンゴとその他の水鳥を車内から見ることができる。この乗り物はアメリカ合衆国の動物園内の汽車として初めて天然ガスを使ったアトラクションである。
アニマル・ホスピタル (animal hospital) は1969年に建てられた。
ゲイツ・ワイルドライフ・コンサベイション・エデュケイション・センター (Gates Wildlife Conservation Education Center) には教室及び会議室があり、一般に貸し出されている。
ワイルド・エンカウンターズ (Wild Encounters) は野生動物に関するプレゼンテーションのためにデザインされた野外劇場で、ゲイツセンターのすぐ外に位置している。

## 施設
開園時間
動物園は毎日午前 10 時に開園します。

## 教育と保護

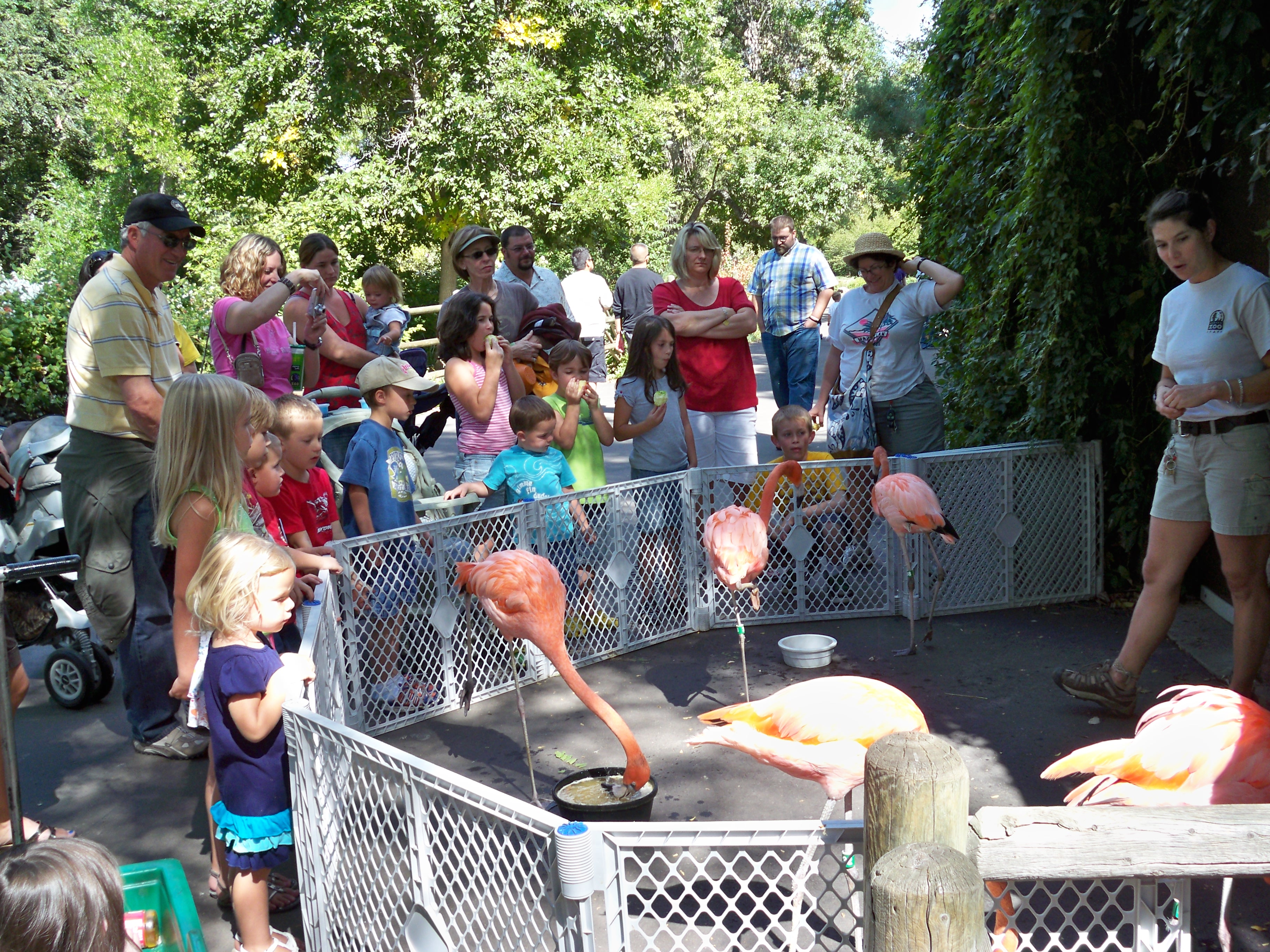
2009年のフラミンゴ講義にて紹介されたフラミンゴの幼鳥

デンバー動物園は来場者が動物について学ぶ機会を一日中提供している。アシカショー、厚皮類のショー、ワイルド・エンカウンターズ、プレデター・リッジのショー、アカカワイノシシの餌付け、ペンギンの餌付け、ミート・ザ・アニマル・スターズなどの催しがある。その内いくつかは季節限定であり、また2009年の夏季に行われたフラミンゴの解説などのいくつかの催しはデンバー動物園で育てられた特定の動物の紹介である。
デンバー動物園は、アメリカ動物園水族館協会 (Association of Zoos and Aquariums、AZA) の種保存計画に参加している。また、世界動物園水族館協会 (World Association of Zoos and Aquariums、WAZA) のメンバーとして、世界中の動物園や水族館と協力して、世界のカエルとその他両生類の絶滅を防ぐために活動している。また、2015年以降デンバー市郊外にあるロッキーマウンテン兵器工場跡地の野生動物保護区へのクロアシイタチの再導入に貢献している。
生物保全部門が園の保存活動を調整している。継続した調査と基金の調達を行うことで、世界中の様々な種の保存に貢献している。デンバー動物園は設立の1896年以来、保存活動に熱心に参加しているが、生物保全部門の設立により、専任のスタッフと世界中のプロジェクトのための資金集めができるようになった。
デンバー動物園における飼育下繁殖の最近の成果は以下の通り。
- タテガミオオカミが2010年に3頭誕生 (1985年以来初)[33]。

- エンペラータマリンが2009年に2頭誕生[34]。

- レッサーパンダが2008年に2頭、2009年に4頭誕生[35]。

- ベニイロフラミンゴが2008年に18羽新設されたバード・プロテクション・センターで羽化した[36]。

## イベント
ブー・アット・ザ・ズー (Boo at the Zoo) は毎年ハロウィンに開催され、子供たちの楽しみになっている。
ズー・ライツ (Zoo Lights) は12月の期間中、夕刻に開催される。光のワンダーランドを通り抜ける美しいイベントで、多くの電飾は園内の動物を表現しており、動きもある。